# Rudolf Skácel
Rudolf Skácel (Trutnov, República Checa, 17 de julio de 1979) es un futbolista checo. Juega de centrocampista y su primer equipo fue el FC Hradec Králové.

## Trayectoria
Skácel empezó su carrera profesional en el FC Hradec Králové. En la temporada 01-02 ficha por el Slavia Praga y ayuda al aquipo a ganar la Copa de la República Checa al derrotar en la final a su eterno rival el Sparta Praga. En su siguiente año realiza un buen papel en la Copa de la UEFA y consigue el subcampeonato liguero.
En 2003 el Olympique de Marsella se interesa por el jugador y paga 2,5 millones de euros para hacerse con sus servicios. Aunque quedó subcampeón de la Copa de la UEFA jugó bastante poco, así que el club decide cederlo la siguiente temporada al Panathinaikos FC griego, donde juega de forma más regular y participa en la Liga de Campeones de la UEFA.
Al finalizar la temporada el Panathinaikos FC no ejerce la opción de compra que tenía sobre él y Rudolf Skácel acaba jugando en la liga escocesa con el Heart of Midlothian Football Club. En su nuevo equipo empezó muy bien, ya que el club consiguió ganar los 7 primeros partidos de liga, aunque después el título se le escapó quedando subcampeón. El título que si consiguió Skácel ese año fue la Copa de Escocia.
El 29 de julio de 2006 el Southampton ficha a Skácel por 1,6 millones de libras. En este club jugó dos temporadas siendo titular en la mayoría de los encuentros disputados.
El 31 de enero de 2007 se marcha al Hertha de Berlín en calidad de cedido hasta final de temporada.

## Selección nacional
Fue campeón de la Eurocopa sub-21 con su país en 2002. 
Ha sido internacional con la selección de fútbol de la República Checa en 7 ocasiones. Su debut como internacional se produjo el 15 de noviembre de 2003 en un partido contra Canadá.
Fue convocado por su selección para disputar la Eurocopa de Austria y Suiza de 2008, aunque no llegó a jugar ningún partido.

## Clubes
| Club                         | País            | Año       |
| ---------------------------- | --------------- | --------- |
| FC Hradec Králové            | República Checa | 1999-2002 |
| Slavia Praga                 | República Checa | 2002-2003 |
| Olympique de Marsella        | Francia         | 2003-2006 |
| Panathinaikos FC (cedido)    | Grecia          | 2004-2005 |
| Heart of Midlothian (cedido) | Escocia         | 2005-2006 |
| Southampton FC               | Inglaterra      | 2006-2009 |
| Hertha BSC Berlin (cedido)   | Alemania        | 2007      |
| Slavia de Praga              | República Checa | 2009      |
| Larissa FC                   | Grecia          | 2010      |
| Heart of Midlothian          | Escocia         | 2010-2012 |
| Dundee United                | Escocia         | 2012-2013 |
| Slavia Praga                 | República Checa | 2013      |
| FK Mladá Boleslav            | República Checa | 2015-2016 |
| Raith Rovers                 | Escocia         | 2016-2017 |
| 1. FK Příbram                | República Checa | 2017-     |

## Palmarés

### Campeonatos nacionales
| Título                     | Club                | País            | Año  |
| -------------------------- | ------------------- | --------------- | ---- |
| Copa de la República Checa | Slavia Praga        | República Checa | 2002 |
| Copa de Escocia            | Heart of Midlothian | Escocia         | 2006 |
| Copa de Escocia            | Heart of Midlothian | Escocia         | 2012 |

### Copas internacionales
| Título          | Club (*)                               | País            | Año  |
| --------------- | -------------------------------------- | --------------- | ---- |
| Eurocopa sub-21 | Selección sub-21 de la República Checa | República Checa | 2002 |

- (*) Incluye la selección.